# 大久保利世
大久保 利世（おおくぼ としよ）は、江戸時代後期の薩摩藩士。大久保利通の父。家格は小姓与。

## 来歴
大久保利敬の三男として薩摩国鹿児島城下高麗町（現在の鹿児島県鹿児島市高麗町）で生まれる。文政4年（1821年）、兄の大久保利建の養子として家督を継ぐ。
文政10年（1827年）5月、沖永良部島代官付役を務め、沖永良部島に赴任。同12年（1829年）4月17日、任期満了につき帰鹿。天保8年（1837年）4月26日、再び沖永良部代官付役を務め、沖永良部島に来島。天保13年（1842年）、この年までは高麗町に住んでいたことが、『鹿児島城下絵図散歩』で判る。後に琉球館付役に就任したので、琉球館内の屋敷に引っ越す。この頃、幼い長男の利通のみを下加治屋町の義姉（亡兄・利建の妻）のところに預けている。唯一の男子であり、女ばかりの家庭では郷中教育も困難と判断したのではないかと見られる。
嘉永2年（1849年）、当時琉球館附役を務めていたがお由羅騒動（高崎崩れ）に連座し翌年喜界島に流された。なお、20歳の利通も失職となる。収入を絶たれた大久保家は貧窮のどん底に陥り、残された家族は親類や近隣から借金をしてしのぐ事になる。利世は5年もの間島流しの身となり、安政元年（1854年）7月罪を許され、翌年（1855年）2月に鹿児島に戻った時には髪は真っ白になり、身体も老いしぼんで埠頭に迎えに来た利通ら家族が絶句するほどであった。
文久3年（1863年）、70歳で没した。

## 親族
- 父：大久保利敬
- 長兄：大久保利建
- 次兄：大久保治良介
- 妻：皆吉 福（みなよし ふく、享和3年（1803年） - 元治元年8月24日（1864年9月24日））皆吉鳳徳の次女。夫が遠島となっている間、内職で家計を助けたという。墓所は青山霊園。
  - 長女：新納 ナカ（生没年不詳）
新納立夫の妻。
  - 長男：大久保利通
  - 次女：石原 キチ（いしはら きち、天保3年（1832年） - 没年不詳）
薩摩藩士石原近昌の妻。利通の五男・雄熊を養子に迎える。
  - 三女：山田 スマ（須摩）（やまだ すま、天保8年9月22日（1837年10月21日） - 大正4年（1915年）1月30日[1]）
薩摩藩士山田有庸の妻。子に山田彦八、山田直矢、山田三次郎。山田伸雄は玄孫。
  - 四女：石原 ミネ（いしはら みね、天保11年（1840年） - 没年不詳）
薩摩藩士石原近義の妻。父が遠島となっている間は奉公に出て家計を助けたという。
- 島妻：筆（ふで、生没年不詳）
沖永良部島の人。屋号はチカヒルヤ。
  - 玉江 タケ（たまえ たけ、天保元年（1830年） - 明治22年（1889年））
玉江常雪の妻。子孫に歌手の植村花菜がいる[2]。
  - 土持 マツ（つちもち まつ、生没年不詳）
土持政照の妻。

## 宅地
『鹿児島城下絵図散歩』では、天保13年の大久保次右衛門の宅地が、現在の鹿児島市高麗町7番地東（一部道路になっている。、番地は平成15年現在）にあり、広さは150坪。なお、同年の加治屋町の西郷竜右衛門（西郷隆盛の祖父、西郷隆充）宅地は259坪、東郷吉左衛門（東郷平八郎の父、東郷実友）宅地は267坪。

## 人物
- 大久保利世の体格について『大久保利通伝 上』では次のように言っている。「體軀長大ならざれども、頗る肥満して色白く、実に厳然たる違丈夫なりき」
- 大久保利世は神仏を信じること厚く、常に気節の士と交わり、陽明学と禅学に通じていたらしい。また、相撲好きだったという。
- 利世は放任主義者で子供を叱責することがなかったという。ただ、「男児の乱暴なるは深く咎むること要しないが、卑劣なる行為に至っては一歩も之を仮借してはならない」といっていたらしい。
- 2回にわたる沖永良部島代官付役在任中、沖永良部島のチカヒルヤ（屋号）の筆との間にタケとマツの2女をもうける。藩法により、島妻と子ども達は連れ帰れなかったため、3人を残して鹿児島に戻る。なお、マツは土持政照の妻になる。
- 利世が喜界島流刑時に、少しも臆することなく、護送していた役人に冗談で「足下等よ、われは間隙に乗じて逃走せんも測り難い、油断し給うな。」といったという。

## 登場作品
テレビドラマ
- 『翔ぶが如く』（1990年、NHK大河ドラマ　演:北村和夫）
- 『篤姫 (NHK大河ドラマ)』（2008年、NHK大河ドラマ、演:大和田伸也）
- 『西郷どん』（2018年、NHK大河ドラマ、演：平田満）